# Menemeni
Menemeni (gr. Μενεμένη) – miasto w Grecji, w administracji zdecentralizowanej Macedonia-Tracja, w regionie Macedonia Środkowa, w jednostce regionalnej Saloniki, w gminie Ambelokipi-Menemeni. W 2011 roku liczyło 14 746 mieszkańców.